# Euploea bongila
Euploea bongila är en fjärilsart som beskrevs av Gustaaf Hulstaert 1931. Euploea bongila ingår i släktet Euploea och familjen praktfjärilar. Inga underarter finns listade i Catalogue of Life.